# バーンタップチャーン駅
バーンタップチャーン駅（バーンタップチャーンえき、タイ語:สถานีรถไฟบ้านทับช้าง）は、タイ王国の首都バンコク都プラウェート区にある、タイ国有鉄道東本線及びエアポート・レール・リンクの駅である。

## タイ国有鉄道東本線

### 概要

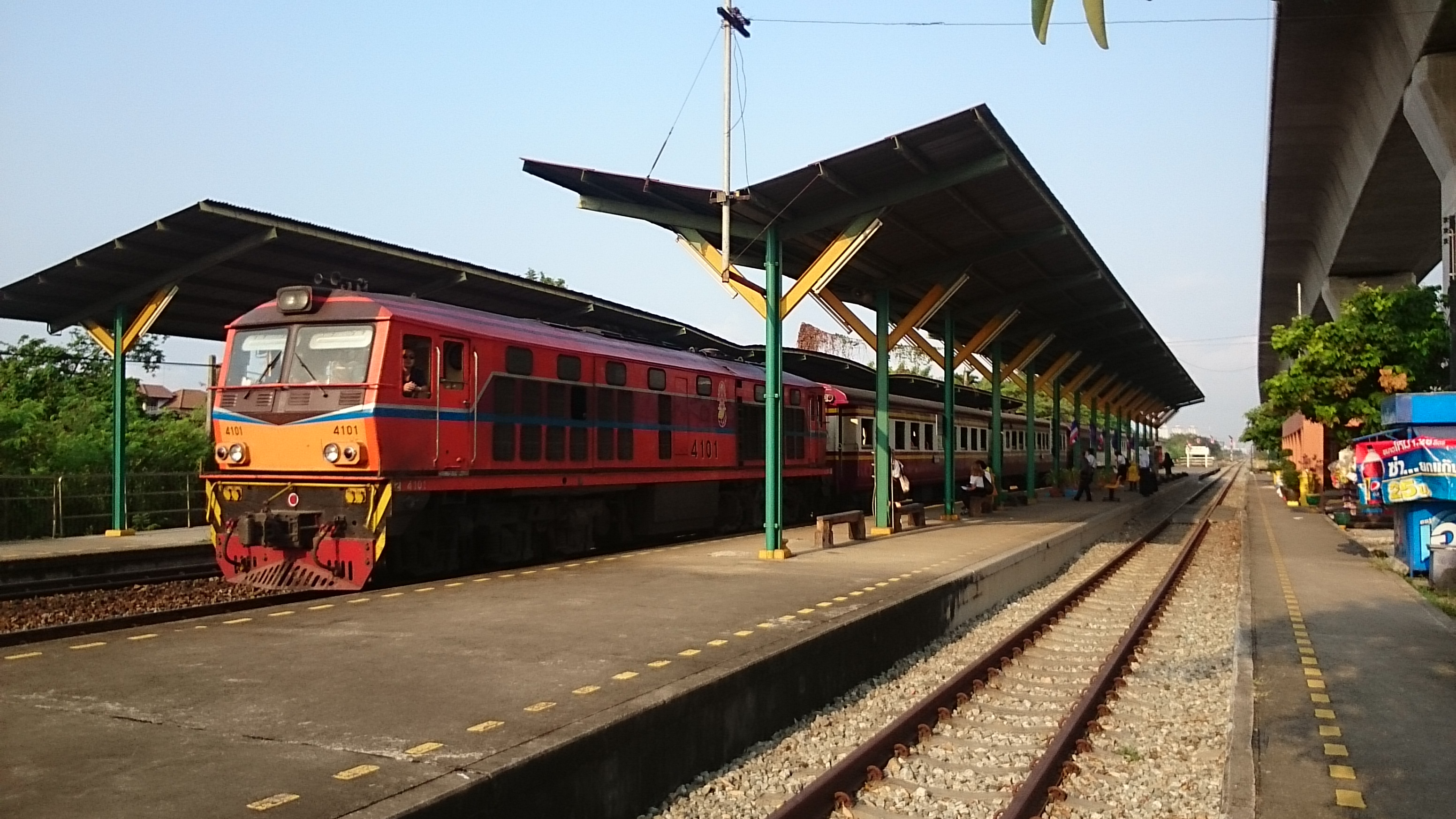

鉄道用地の一部がエアポート・レール・リンクに転用されており、地平の東本線に並行して高架橋が建設されている。

### 歴史
1908年1月24日、当駅付近を含むタイ国鉄東本線第1期区間クルンテープ駅（バンコク） - チャチューンサオ間が開通。
- 1908年1月24日 【開業】クルンテープ駅 - チャチューンサオ駅 (60.99 km)

### 駅構造
相対式ホーム2面2線を有する地上駅であり、駅舎はホームに面している。

## エアポート・レール・リンク

### 概要
2006年9月28日に開港したスワンナプーム国際空港（新バンコク国際空港 New Bangkok International Airport, NBIA とも呼ばれている。）の旅客輸送を目的として、2010年8月23日開業。東本線の駅から東側にやや離れた位置に高架駅として設置されている。
各駅停車の SA City Line のみが停車する。

### 駅構造
相対式ホーム2面2線を有する高架駅である。

#### 駅階層
| 3階          |                                    |                        |
| 相対式ホーム |                                    |                        |
| 1番線        | ラートクラバン、スワンナプーム方面 |                        |
| 2番線        | フアマーク、パヤータイ方面         |                        |
| 相対式ホーム |                                    |                        |
| 2階          | コンコース                         | 自動券売機、自動改札口 |
| 1階          | 出入口                             | 駐車場                 |